# Chalé da Família Conolly
O Chalé da Família Conolly é um casarão histórico localizado na cidade do Recife, capital do estado de Pernambuco, Brasil. Funciona atualmente como sede da Superintendência do Ibama em Pernambuco.

## História
O casarão de número 1057 da Avenida Dezessete de Agosto, um chalé de porão elevado no bairro de Casa Forte, foi a residência da família Conolly, de origem britânica.